# Rosa × damascena
Rosa × damascena, más comúnmente conocida como rosa de Damasco, o a veces como rosa de Castilla, es una rosa híbrida, derivada de Rosa gallica y Rosa moschata. Posteriores análisis de ADN han demostrado que una tercera especie, Rosa fedtschenkoana, también es parental de la rosa de Damasco.
Las flores son reconocidas por su fina fragancia y se cosechan comercialmente para aceite de rosas  utilizado en perfumes y agua de rosas. Los pétalos de las flores también son comestibles. Estos se pueden utilizar para sazonar alimentos, como guarnición, como una tisana, y preservados en azúcar como Gulqand.

## Descripción
La rosa damascena es un arbusto espinoso, vigoroso, de crecimiento vertical, que puede llegar a 2 m de altura. Los tallos densamente poblados con espinas curvadas y cerdas rígidas. Hojas sin brillo y coriáceas, imparipinnadas, con cinco (raramente siete) folíolos.
Las flores crecen en grupo. Flores dobles y abundantes pétalos dispuestos en roseta, de unos 10 cm de ancho, con ocelos verdes. Flores de color rosa o rojo pálido muy fragantes. Se producen en verano. Cinorrodón ovoide, de 1-2 cm de color rojo, glabro y con glándulas en el pedúnculo.
Se considera un tipo importante de las rosas antiguan de jardín.

## Historia de su cultivo
Rosa × damascena es una flor cultivada, que no se encuentra de forma silvestre, proveniente de la Oriente Medio.
Al cruzado Robert de Brie a veces se le da el crédito de que introdujo la rosa de Damasco de Siria en Europa en algún momento entre 1254 y 1276. El nombre se refiere a Damasco, Siria, una ciudad importante en la región del Oriente Medio. Otras historias dicen que los romanos trajeron la rosa de Inglaterra, y un tercer relato dice que el médico de Enrique VIII le dio una rosa de Damasco, como un regalo,Plantilla:A quién en torno a 1540.
Hay una larga historia de producción de fragancias en Afganistán (provincia de Kabul) de la rosa de Damasco. Se ha hecho un intento para restaurar esta industria como una alternativa para los agricultores que producen actualmente opio.

## Cultivo
La Rosa × damascena generalmente es más cultivada en hileras de cobertura para ayudar a proteger las flores del viento y para facilitar su recolección. La recogida de las flores es normalmente mediante mano de obra intensiva ya que hay que hacerla a mano. Hay alrededor de veinte a cuarenta días por año cuando se produce la cosecha, dependiendo del tipo deRosa × damascena cultivada en la región. Las rosas se recogen a mano y se llevan a un lugar central para la destilación mediante vapor. Fotos que muestran los métodos de producción se puede ver aquí.
Los mayores productores de aceite de rosa de las diferentes denominaciones comprendidos todos ellos en el nombre Rosa × damascena son Bulgaria, Turquía e Irán. Francia e India también contribuyen de manera significativa al mercado mundial. Marruecos, Túnez y otros países de Oriente Medio han producido históricamente aceite de rosas, pero su contribución moderna es mínima.
La ciudad de Kazanlak en Bulgaria fue fundada en 1420. Se asume por la mayoría de los historiadores que el cultivo de la rosa Kazanlak comenzó alrededor de ese período. Rosa × damascena, conocido en esta región como la rosa Kazanlak, habrían sido traídas a la zona por un juez turco que los trajo de Túnez y los cultivó en su propio jardín, y ahora se cultiva para uso comercial en un área alrededor de Kazanlak llamado el "Valle de las rosas". El destilado de estas rosas se vende como “Bulgarian Rose Oil”,  y “Bulgarian Rose Otto”. Siga este enlace para leer más sobre el Festival anual de la Rosa en Bulgaria en honor de la rosa.
El aceite de rosas turcas se vende como “Rose Oil”, “Turkish Rose Otto” y "Rosa Damascena Attar”, or “Ittar’ en idiomas similares. Si bien todavía hay familias que dirigen sus propias pequeñas destilerías y producen lo que se conoce como “village oil”, la comercialización del aceite de rosas como un producto de alta calidad se regula cuidadosamente a través de una cooperativa estatal en la región de Isparta Turquía. Las rosas todavía se cultivan por las pequeñas granjas familiares, pero las flores son llevadas a uno de los muchos alambiques creados y regulados por la cooperativa para la destilación y control de calidad.
La India también ha desarrollado una industria de producción de aceite de rosa (tanto Rose Attar y Rose Absolutes), así como Rose Concrete. Tal vez debido a la mano de obra barata y el compromiso del Gobierno de la India a las normas de comercio internacional y de alta calidad, estos productos de la India de hoy son más baratos que los de Bulgaria y Turquía.
La ciudad de Taif en Arabia Saudita es famosa por el cultivo de esta flor, que se llama "Ward Taifi".

## Usos culinarios
Las rosas de Damasco se utilizan en la cocina como un ingrediente saborizante o condimento. Aparece como uno de los ingredientes en la mezcla de especias marroquí conocidos como Ras el hanut. El agua de rosas y las rosas en polvo se utilizan en Irán, India y la cocina del Oriente Medio. El agua de rosas es a menudo añadida en muchos platos de carne, mientras que el polvo de rosas se añade a las salsas. El uso más popular, sin embargo, es en el sabor de los postres, como helados, mermeladas, delicias turcas, arroz con leche, yogur y etc.
El pollo con arroz aromático con agua de rosas y azafrán es un plato popular en la cocina persa. La cocina occidental de hoy no tiene mucho uso de rosas o agua de rosas. Sin embargo, fue un ingrediente popular en la antigüedad y siguió siendo popular hasta bien entrado el Renacimiento. En los países occidentales, se utiliza con mayor frecuencia en los postres. Muchos postres tradicionales en Europa, sin embargo, todavía hacen uso de rosas, como el Mazapán o el Turrón.

## Agua de rosas de Damasco
Durante siglos, la rosa de Damasco (Rosa damascena) ha sido considerada como un símbolo de la belleza y el amor. La fragancia de la rosa ha sido capturada y conservada en forma de agua de rosas por un método antiguo que se remonta a los tiempos bíblicos en el Oriente Medio, y más tarde en el subcontinente indio conocido como attar. A un científico persa, Avicena, se le atribuye la invención del proceso para la extracción de agua de rosas de pétalos de rosa en el siglo XI.

## Taxonomía
Rosa damascena fue descrita por Philip Miller y publicado en The Gardeners Dictionary:... eighth edition no. 15. 1768.
Etimología
Rosa: nombre genérico que proviene directamente y sin cambios del latín rosa que deriva a su vez del griego antiguo rhódon,, con el significado que conocemos: «la rosa» o «la flor del rosal»
damascena: epíteto
Variedades
- Rosa × damascena f. trigintipetala (Dieck) R.Keller
- Rosa × damascena f. versicolor (Weston) Rehder